# Amraudha
Amraudha è una suddivisione dell'India, classificata come nagar panchayat, di 8.890 abitanti, situata nel distretto di Kanpur Dehat, nello stato federato dell'Uttar Pradesh. In base al numero di abitanti la città rientra nella classe V (da 5.000 a 9.999 persone).

## Geografia fisica
La città è situata a 26° 12' 12 N e 79° 46' 56 E.

## Società

### Evoluzione demografica
Al censimento del 2001 la popolazione di Amraudha assommava a 8.890 persone, delle quali 4.768 maschi e 4.122 femmine. I bambini di età inferiore o uguale ai sei anni assommavano a 1.707, dei quali 894 maschi e 813 femmine. Infine, coloro che erano in grado di saper almeno leggere e scrivere erano 4.274, dei quali 2.613 maschi e 1.661 femmine.